# Ignaz Jastrow
Ignaz Jastrow, född 13 september 1856, död 2 maj 1937, var en tysk nationalekonom och historiker.
Jastrow blev 1905 extra ordinarie och 1919 ordinarie professor i statsvetenskap vid Berlins universitet. Jastrow utgav bland annat Deutsche Geschichte im Zeitalter der Hohenstaufen (1125-1273) (2 band, 1897-1901, jämte Georg Winter), Die Einrichtung von Arbeitsnachweisen (2:a upplagan 1900) och Das Problem der Arbeitslosenversicherung (1910). Han var även redaktör för Jahresberichte der Geschichtswissenschaft 1881-1894.